# Bisdom Winona-Rochester
Het bisdom Winona-Rochester (Latijn: Dioecesis Vinonaënsis-Roffensis) is een rooms-katholiek bisdom met als zetels Winona en Rochester, in de Amerikaanse staat Minnesota. Het bisdom is suffragaan aan het aartsbisdom Saint Paul and Minneapolis. 

## Geschiedenis
Het bisdom werd opgericht op 26 november 1889, als het bisdom Winona, uit delen van het aartsbisdom Saint Paul. Op 23 januari 2018 veranderde het van naam naar bisdom Winona-Rochester. 

## Parochies
Het bisdom had in 2022 een oppervlakte van 31.810 km2 en telde 607.555 inwoners waarvan 22,4% rooms-katholiek was.

## Bisschoppen
- Joseph Bernard Cotter (29 november 1889 - 28 juni 1909)
- Patrick Richard Heffron (4 maart 1910 - 23 november 1927)
- Francis Martin Kelly (10 februari 1928 - 17 oktober 1949; hulpbisschop sinds 22 maart 1926)
  - Leo Binz (coadjutor: 21 november 1942 - 15 oktober 1949)
- Edward Aloysius Fitzgerald (20 oktober 1949 - 8 januari 1969)
  - George Henry Speltz (hulpbisschop: 12 februari 1963 - 4 april 1966)
- Loras Joseph Watters (8 januari 1969 - 14 oktober 1986)
- John George Vlazny (19 mei 1987 - 28 oktober 1997)
- Bernard Joseph Harrington (4 november 1998 - 7 mei 2009)
- John Michael Quinn (7 mei 2009 - 2 juni 2022; coadjutor sinds 15 oktober 2008)
- Robert Emmet Barron (2 juni 2022 - heden)

## Galerij van afbeeldingen

Wapen van het bisdom
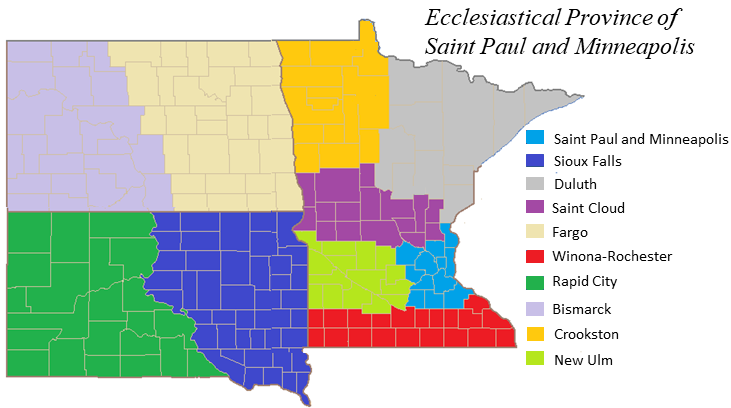
Kerkprovincie met aartsbisdom en suffragane bisdommen
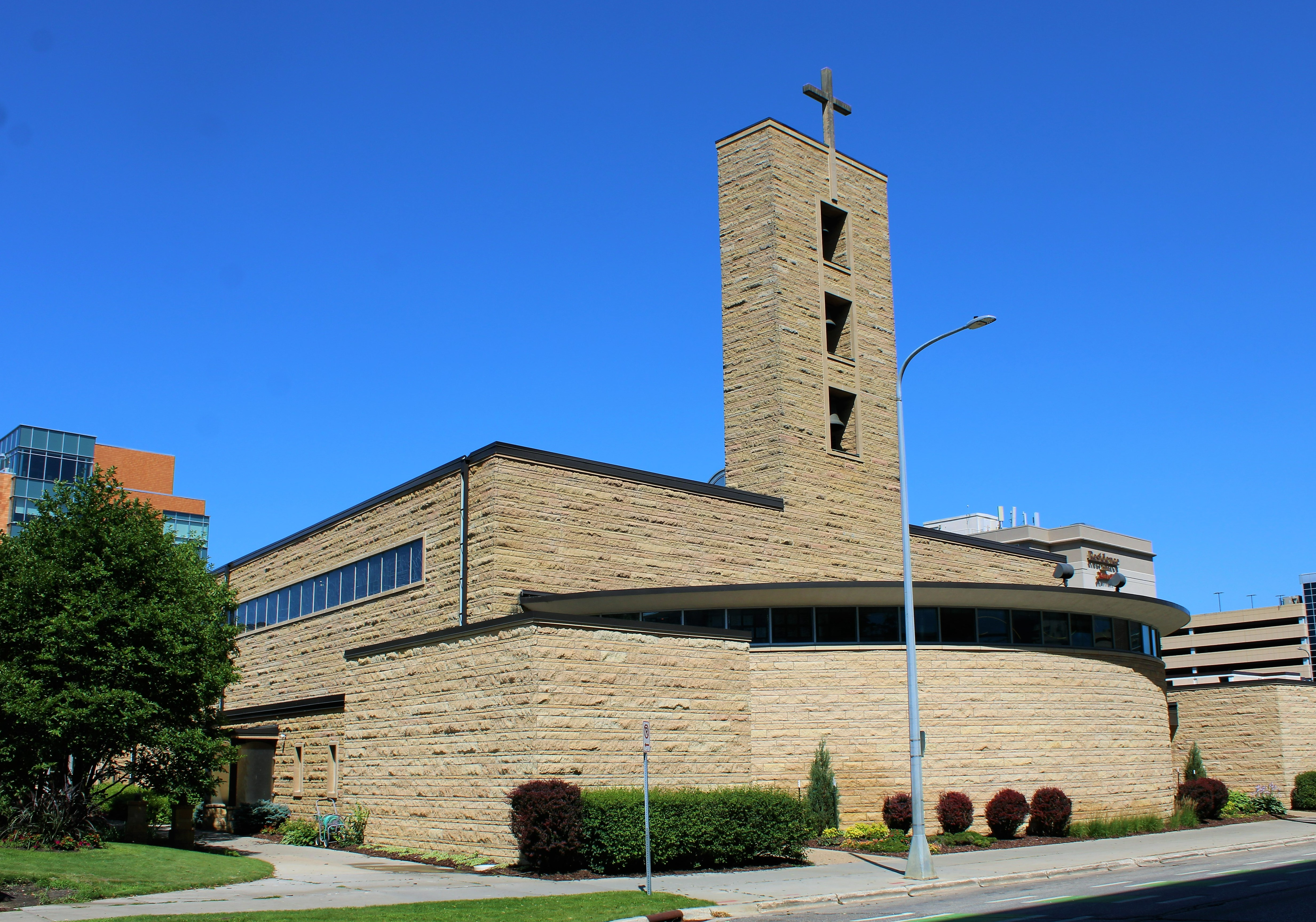
Co-Cathedral of St. John the Evangelist in Rochester
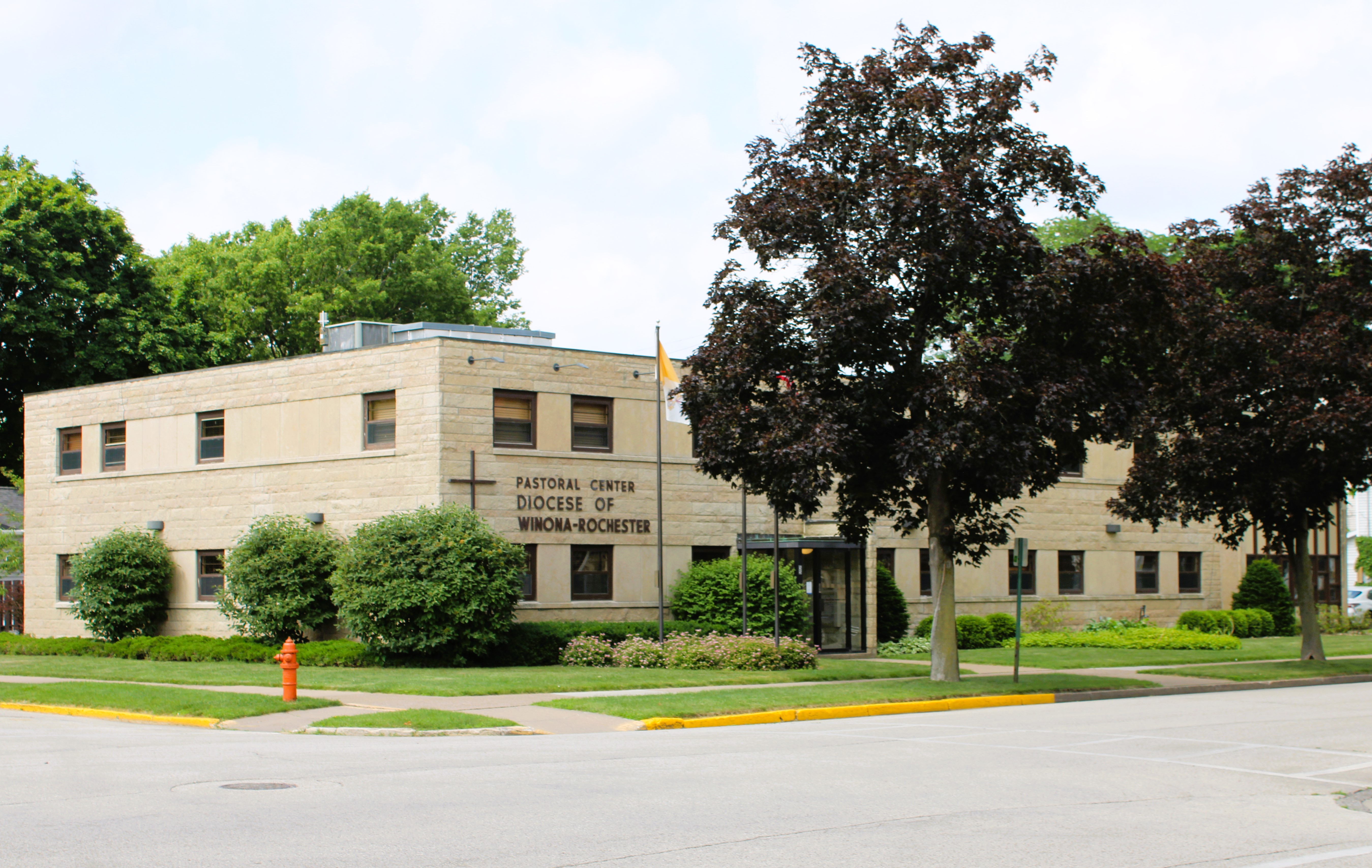
Pastoraal centrum
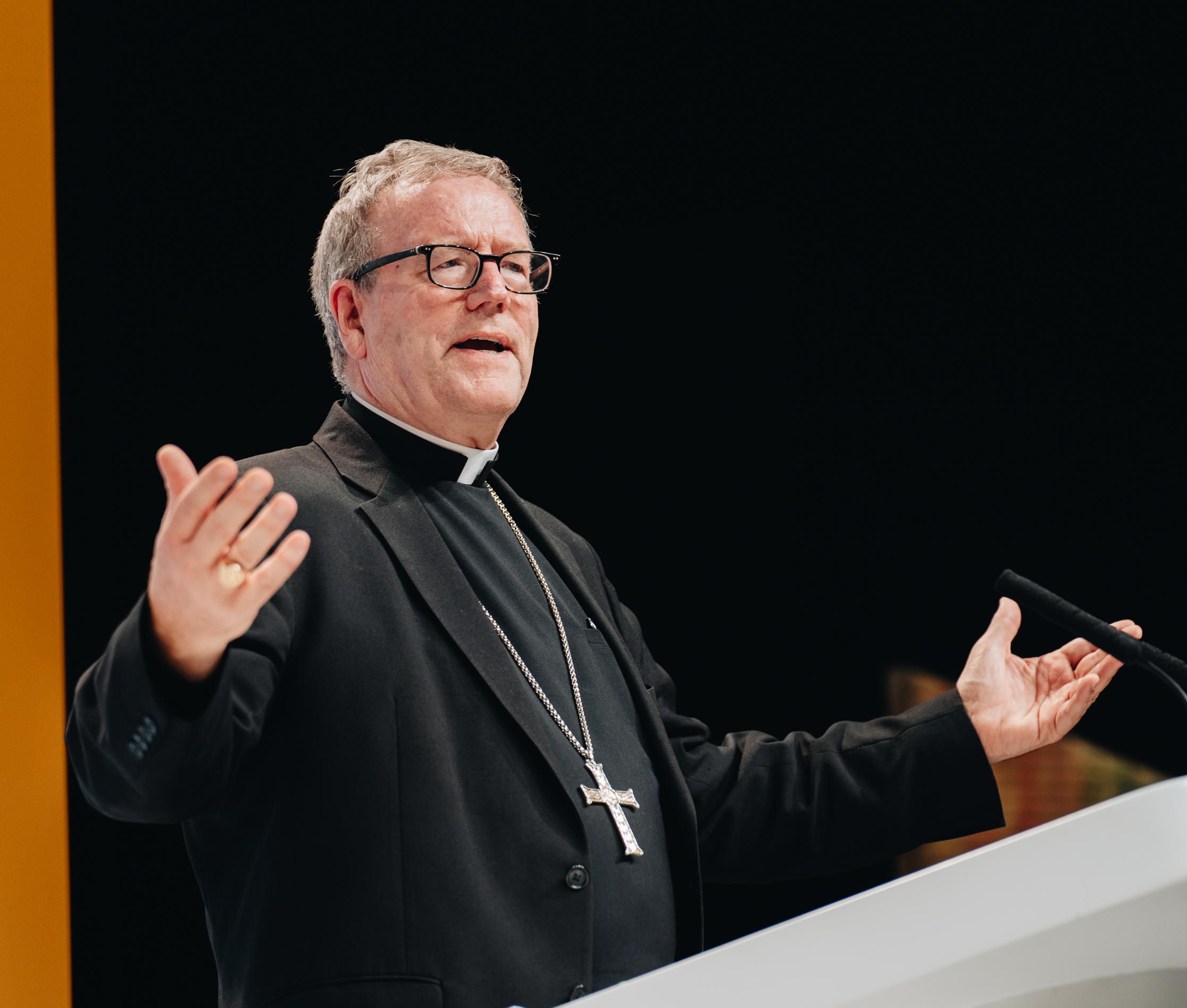
Bisschop Robert Emmet Barron (2022-heden)

Saint Paul and Minneapolis (aartsbisdom) · Bismarck · Crookston · Duluth · Fargo · New Ulm · Rapid City · Saint Cloud · Sioux Falls · Winona-Rochester